# Håkon Christie
Håkon Andreas Christie (Nannestad, 30 de agosto de 1922 - Oslo, 14 de dezembro de 2010) foi um arquiteto norueguês. Christie era um estudioso da história da arquitetura de igrejas, particularmente de Igreja de madeira.

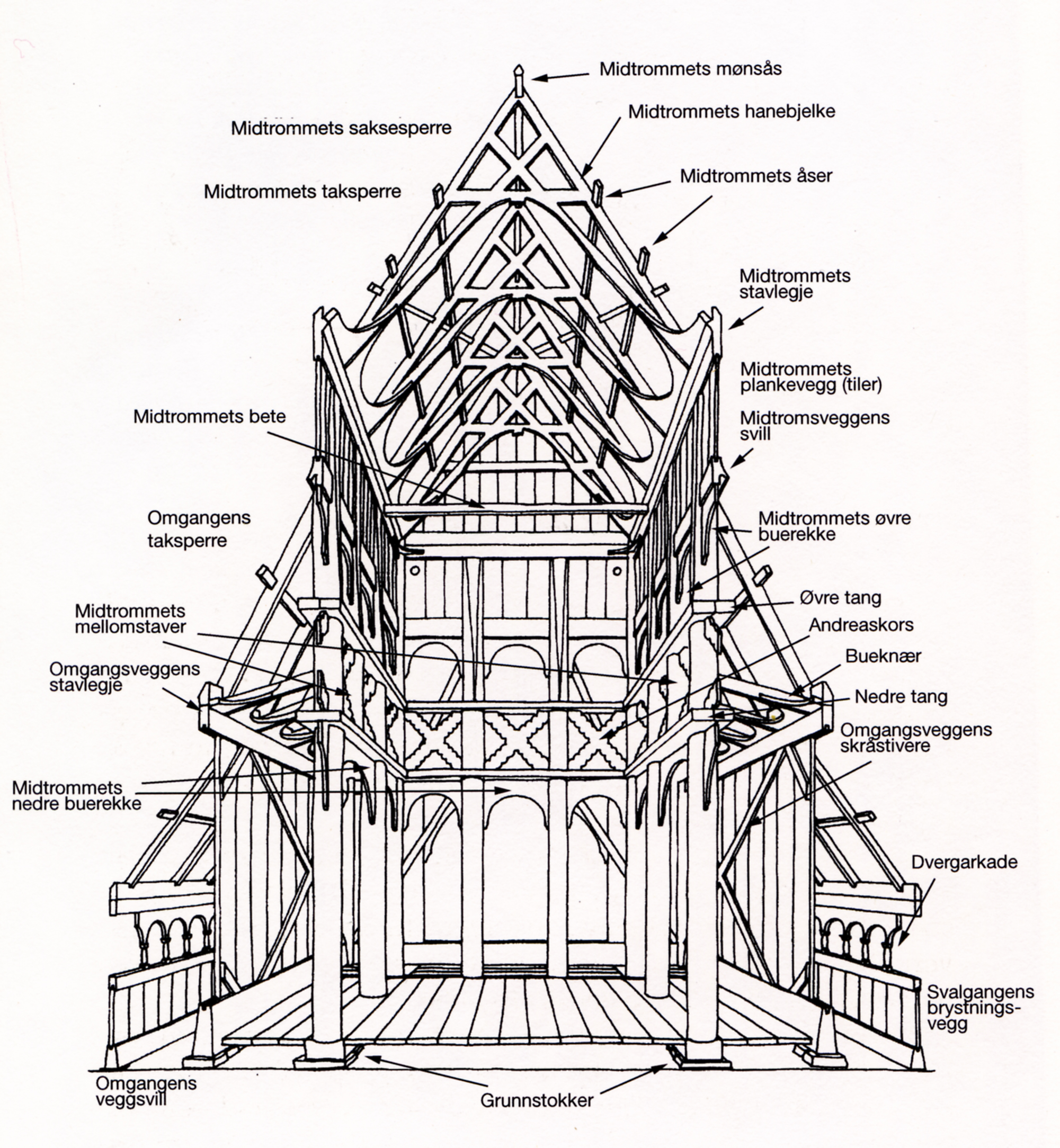
Desenho de Håkon Christie da igreja de madeira de Borgund

## Biografia
Christie nasceu em Nannestad em Akershus, Noruega. Ele era filho de Hartvig Caspar Christie (1893-1959) e de sua esposa Elisabeth Theodora Stabell (1898-1977). Seu pai era um Provost que supervisionava as paróquias da Igreja da Noruega em Akershus, incluindo Østre Bærum, Høvik, Asker e Nannestad. Sua família residia na casa do ministro perto da Igreja Holter em Nannestad. Ele participou da resistência durante a ocupação nazista da Noruega e em 1945 entrou no Instituto Norueguês de Tecnologia em Trondheim, onde se formou em 1949.
Ainda estudante, trabalhou como assistente do arquiteto Gerhard Fischer. Ele continuou como assistente de Fischer a partir de 1950 e foi contratado como consultor de construção histórica / pesquisador na Diretoria Norueguesa para projetos de Patrimônio Cultural em igrejas norueguesas. De 1970, ele foi um antiquário até se aposentar em 1991. Ele foi um pesquisador desde 1994 no Instituto Norueguês de Pesquisa do Patrimônio Cultural.
Håkon Christie foi membro da Academia Norueguesa de Ciências e Letras e da Sociedade de Antiquários da Escócia. Foi nomeado Cavaleiro de 1ª Classe da Ordem de Santo Olaf e recebeu as medalhas Grosch, Urnes e Europa Nostra.
Sigrid Marie Bing Christie formou-se na Universidade de Oslo em 1949 com um mestrado em história da arte. De 1950 a 1970, ela foi pesquisadora do Norwegian Research Council . Ela foi membro da Comissão de Liturgia de 1965 (Liturgikommisjonen av 1965), que realizou uma revisão abrangente da Liturgia da Igreja da Noruega. Ela trabalhou no Arquivo Nacional (Riksantivar) desde 1970. Em 1974, ela obteve seu doutorado. Foi co-editora do Norwegian Artists Lexicon (Norsk kunstnerleksikon) de 1978 a 1986. Em 1988, Sigrid Christie tornou-se cavaleira da Ordem de Santo Olavo e em 1999 recebeu a medalha Urnes (Urnes-medaljen).
Sigrid Christie morreu em 2004 e Håkon Christie em 2010. Tanto Håkon quanto Sigrid Christie foram enterrados no cemitério da Igreja de Ullern no distrito de Ullern em Oslo.

## Trabalhos selecionados
- Christie, Håkon & Sigrid (1959) Norges Kirker
- Christie, Håkon & Sigrid (1969) Norges kirker Akershus
- Christie, Håkon (1974) Middelalderen bygger i tre (Oslo: Universitetsforlaget) ISBN  82-00-01395-2
- Christie, Håkon (1981) Stavkirkene - Arkitektur i Norges kunsthistorie (Oslo: Universitetsforlaget) ISBN 82-05-12265-2
- Christie, Håkon (2009) Urnes stavkirke: den nåværende kirken på Urnes (Oslo: Pax forlag) ISBN 978-82-530-3245-0